# Côdega do Larinho

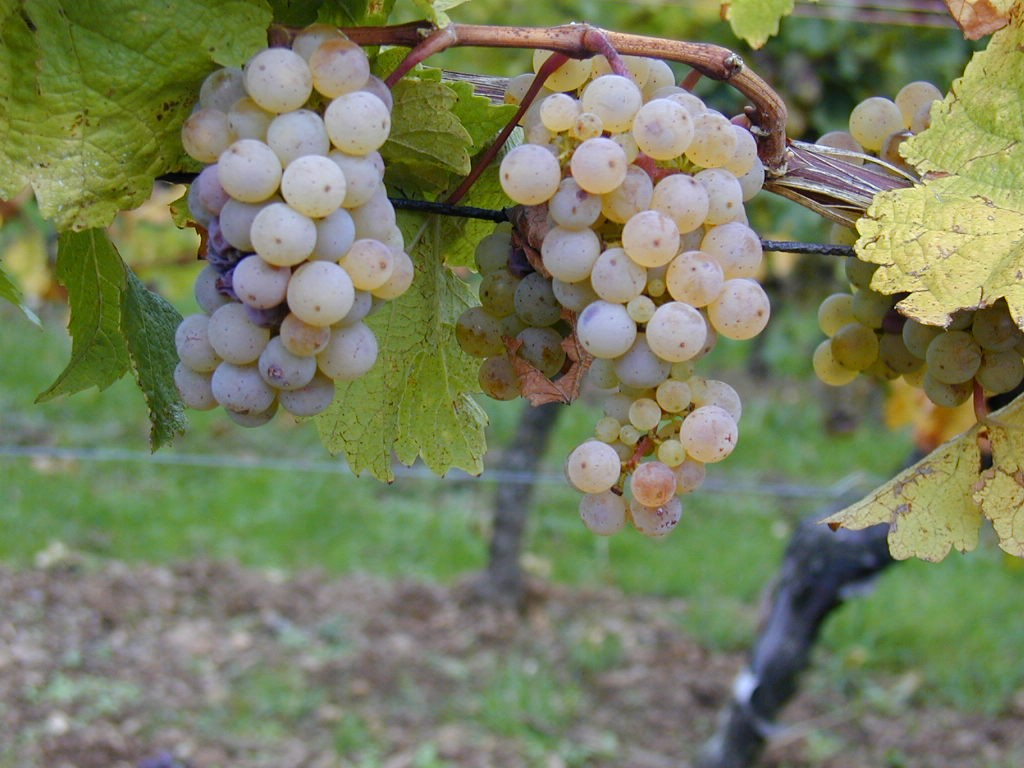
Wit druivenras

De Côdega do Larinho is een uit het noordoosten van Portugal afkomstige witte druivensoort, waar fruitige wijnen van worden gemaakt.

## Geschiedenis
Dit ras is ontstaan in de regio's Douro en Trás-os-Montes in het uiterste noordoosten van Portugal.  Decennialang is aangenomen dat deze druif verwant zou zijn aan de Síria. Dit komt omdat de "Síria" in de Douro nog steeds "Côdega" wordt genoemd. In 2011 is via DNA-onderzoek komen vast te staan dat er geen enkele relatie tussen de twee rassen bestaat.

## Kenmerken
Relatief sterke groeier die een hoge opbrengst garandeert. Grote trossen met grote druiven, die  gevoelig zijn voor meeldauw. Het bijzondere is, dat de wijnstokken zeer geschikt zijn om op steile hellingen te worden aangeplant. Dat betekent dat dit ras goed bestand is tegen droge grond. Sterke aroma's van tropisch fruit. Wel heeft de druif een gebrek aan de benodigde frisheid, waardoor het veelal geblend wordt met soorten die deze eigenschap wel hebben, zoals de Rabigato, Arinto de Bucelas en de Gouveio.

## Gebieden
Ruim 600 hectare wordt van deze soort aangeplant, voornamelijk in het noorden van Portugal.

## Synoniemen[1]
- Côdega de Larinho